# Đường Lamington

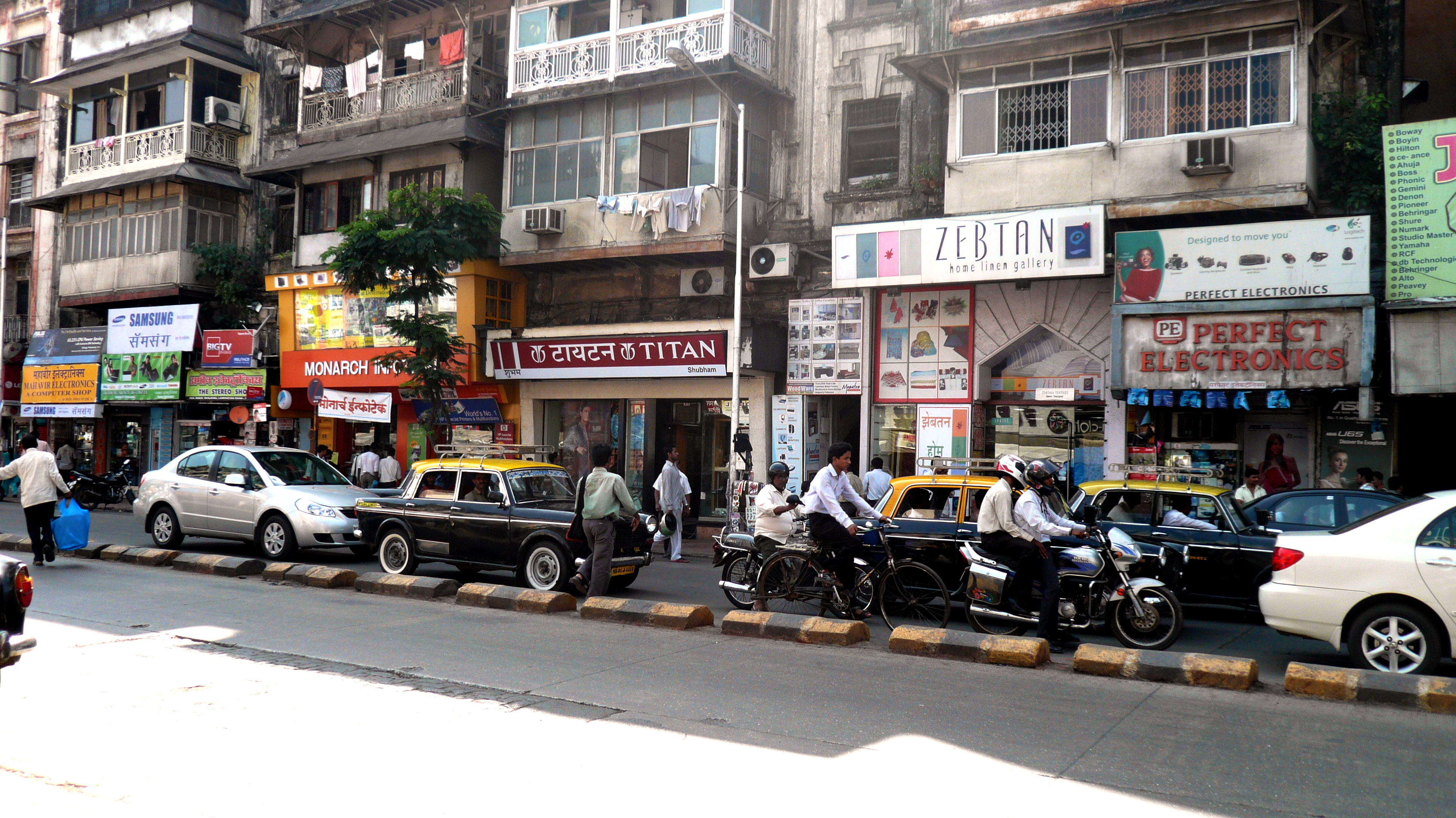
Quang cảnh Đường Lamington

Đường Lamington, tên chính thức là Tiến sĩ Dadasaheb Bhadkamkar Marg, được đặt theo tên của Huân tước Lamington, Thống đốc Bombay từ năm 1903 đến 1907, là một đại lộ đông đúc nằm gần ga Grant Road ở Nam Mumbai. Tên chính thức của đường hiếm khi được sử dụng. Người dân thường gọi nơi đây là "cửa hàng CNTT của Mumbai".
Đường Lamington nổi tiếng là chợ bán sỉ và lẻ mặt hàng điện tử. Các cửa hàng trên phố bán máy tính, đồ điện tử, thiết bị truyền hình và thiết bị không dây với mức giá thấp hơn nhiều so với giá bán lẻ tối đa vì chúng có doanh thu cao. Họ không chỉ bán những mặt hàng mới nhất liên quan đến máy tính mà còn bán cả những linh kiện điện tử đã lỗi thời cho radio như bóng bán dẫn, tụ điện, dây cáp, card âm thanh, bộ chỉnh TV và bộ điều hợp. Đường Lamington là chợ xám lớn thứ ba ở Ấn Độ về hàng điện tử và thiết bị ngoại vi sau Nehru Place ở Delhi và Phố Ritchie ở Chennai.  
USTR đã liệt kê nó là một thị trường tai tiếng vào năm 2009 và 2010 vì bán phần mềm, phương tiện và hàng hóa giả mạo.